# 산유라
산유라는 대한민국의 가수다. 2011년 싱글 《후끈후끈》으로 데뷔했다.

## 방송
- 콘테스트M (2020) - Top24

## 음반
- 후끈후끈 (2011)
- 멋진걸 (2011)
- 180도 (2017)
- 180도(댄스버젼)/멋진걸/꼭찍어 (2018)
- Hey 아저씨/180도 (2019)
- 넘버원 (2020)
- GBS TV 트롯 라이브 대잔치 (2021)
- 천생연분/넘버원 (2021)
- GBS TV 트로트메들리 7집 (2022)